# Trzebiatkowa (przystanek kolejowy)
Trzebiatkowa – dawna stacja kolejowa nieistniejącej linii kolejowej Bytów – Miastko w Trzebiatkowej (niem.Tschebiatkow, Radensfelde), obecnie w województwie pomorskim, w Polsce.